# Elsa (Frost)
Elsa är en fiktiv figur i Disneys långfilm Frost och dess efterföljare Frost 2. Hennes röst och sång spelas av Idina Menzel i den engelska originalversionen och av Annika Herlitz i den svenska versionen.
Elsa är baserad på huvudfiguren i berättelsen ”Snödrottningen” av H.C. Andersen. I Disneys filmatisering introduceras hon som prinsessa i det fiktiva skandinaviska kungariket Arendal, där hon är arvtagerska till tronen och äldre syster till prinsessan Anna (Mimmi Sandén). Elsa har en magisk kraft som gör det möjligt för henne att framkalla snö och is.

## Elsas roll i filmserien
Under en konflikt med systern Anna råkar hon av misstag försätta Arendal i en evig vinter. Genom filmens gång kämpar hon först med att kontrollera och dölja sina förmågor och sedan befria sig från sin rädsla för att oavsiktligt skada andra, särskilt Anna. Hon abdikerar från tronen i Frost 2 för att kunna leva nära naturen i förtrollande skogen.